# Ecopoesi

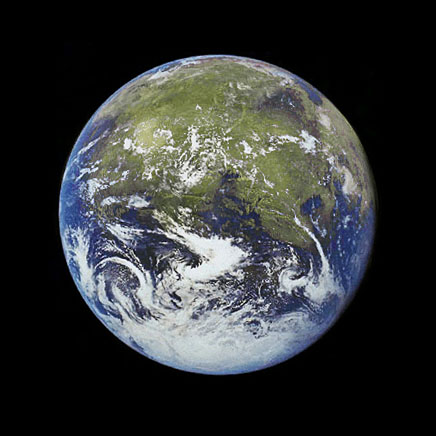
Concepció artística de la terraformació de Mart.

L'ecopoesi és un neologisme creat per Robert Haynes. La paraula prové del grec: οικος, casa, i ποιησις, producció. L'ecopoesi es refereix a l'origen d'un ecosistema. En el context de l'exploració espacial, Haynes descriu l'ecopoesi com la "fabricació d'un ecosistema dins d'un planeta estèril i sense vida, i establir així una nova plataforma on pugui tenir lloc l'evolució biològica". L'ecopoesi és un tipus d'enginyeria planetària i és una de les primeres etapes de terraformació d'un planeta sense vida per tal de dotar-lo d'una atmosfera d'oxigen, una hidrosfera i una biosfera que fossin semblants a les de la Terra. L'etapa primària de la creació d'un ecosistema consistiria en la sembra inicial de vida microbiana. Per fer una aproximació de les condicions a les de la Terra, el planeta hauria de contenir formes de vida com les que hi ha a la Terra.

## Investigació actual
- Robotic Lunar Ecopoiesis Test Bed Investigador principal: Paul Todd (2004). NASA's Institute for Advanced Concepts. (anglès)